# Vuoskojärvi (Gällivare socken, Lappland, 741441-173713)
Vuoskojärvi är en sjö i Gällivare kommun i Lappland och ingår i Råneälvens huvudavrinningsområde. Sjön har en area på 0,257 kvadratkilometer och ligger 368,1 meter över havet. Vuoskojärvi ligger i Råneälven Natura 2000-område.

## Delavrinningsområde
Vuoskojärvi ingår i det delavrinningsområde (741408-173746) som SMHI kallar för Ovan Vähäoja. Medelhöjden är 384 meter över havet och ytan är 10,71 kvadratkilometer. Räknas de 4 avrinningsområdena uppströms in blir den ackumulerade arean 43,09 kvadratkilometer. Nattajoki som avvattnar avrinningsområdet har biflödesordning 3, vilket innebär att vattnet flödar genom totalt 3 vattendrag innan det når havet efter 174 kilometer. Avrinningsområdet består mestadels av skog (61 procent) och sankmarker (32 procent). Avrinningsområdet har 0,26 kvadratkilometer vattenytor vilket ger det en sjöprocent på 2,4 procent.